# نادر ساعی‌ور
نادر ساعی‌ور با نامِ تولّدِ نادر محمّدی‌پور ساعی‌ور (زادهٔ ۳۰ تیرِ ۱۳۵۳ در تبریز) کارگردان و فیلم‌نامه‌نویس اهل ایران است.
نادر ساعی‌ور اثر جدید خود را به عنوان نخستین فیلم بلندش به نام «نامو» برای داوری به جشنواره برلین فرستاده است.

## حرفه
- شروع فعالیت سینمایی وی با فیلم قاعده ۸م. م به عنوان کارگردان در سال ۱۳۷۰ بوده است.
- فارغ‌التحصیل کارشناسی رشتهٔ ادبیات نمایشی از دانشگاه اراک(۱۳۸۴)-
- فارغ‌التحصیل کارشناسی ارشدِ سینما از دانشکدهٔ هنرهای زیبا دانشگاه تهران(۱۳۸۷)

## فعالیت‌های تصویری
شروع به فعالیت فیلمسازی از سال ۱۳۷۰ با ورود به انجمن سینمای جوان تبریز
- نویسندگی و کارگردانی فیلم‌های کوتاه؛ قاعده (سوپر هشت ۱۳۷۱)؛ عروج (۱۳۷۲)؛ وضعیت (۱۳۷۳)؛ "مراسم عید در روستای گازیر (مستند-۱۳۷۸) وقتی میان شب (۱۳۷۶)؛ پلهٔ دوم (۱۳۷۷)؛ راش‌های اضافی (مستند) – مرد تک نتی (۱۳۸۰) کژمیر (۱۳۸۴) یالقیز (۱۳۸۷)؛ بارماق (۱۳۸۸)؛ یول (۱۳۸۹)؛ کوسا گلین (۱۳۸۹)؛ آیرلیق (۱۳۹۰)
- نویسندگیِ هفت سریال داستانی برای شبکهٔ استانی سهند؛ وفالی اولدوز(... و کارگردانی) (۱۳۸۱) یاشیل باخیش (... وکارگردانی) (۱۳۸۲) یاشل گونلر(... وکارگردانی) (۱۳۸۳) سونسوز سحر (۱۳۸۶) آخیر سودا (۱۳۸۸ – پخش از شبکه-ی سوم سیما) بیزیم آپارتمان (۱۳۸۸)؛ آخیر مهلت (۱۳۸۹)؛ دوز چورک (۱۳۹۰)؛ اوزولمز اومودلر (۱۳۹۳) و یک فیلم نیمه بلند داستانی (... و کارگردانی)؛ ایلا (۱۳۸۱) و تله فیلمِ «مه‌لقا» (۱۳۸۷ پخش از شبکه اول سیما) آنا یوردوم (۱۳۹۰پخش از شبکه یک سیما).
- نویسنده تله تئاترهای «آن سوی پل» (۱۳۸۶) و «سال کبیسهٔ عیسی» (۱۳۹۰) برای تلویزیون سهند.
- چاپ فیلمنامه‌های کوتاهِ «مصائب آیدا» و «قبله گاه» در مجموعه فیلمنامه‌های «گلبرگ» و «جشنوارهٔ جم»
- ساخت هفده قسمت سریال مستند محلات تبریز برای شهرداری تبریز
- نویسندگی و تدوین و کارگردانی سیزده قسمت سریال «طاهره» (۱۳۹۴).
- کارگردانی سریال ۶۰ قسمتی «تبریزلی تاجیر» (۱۳۹۴–۱۳۹۵)
- نویسندگی و کارگردانی فیلم سینمائی «دومان» (۱۳۹۴)
- نویسندگی و تهیه‌کنندگی و کارگردانی فیلم مستند «مرثیه گمشده» - در مورد آوارگان سوری در عراق- ۱۳۹۵)
- نویسندگی و تهیه‌کنندگی سریال «آجی بال» (۱۳۹۶)
- نویسندگی و کارگردانی سریال «تاپلمیش» (۱۳۹۶)
- مجری طرح و تهیه‌کننده اجرایی فیلم «سه رخ» (کارگردان: جعفر پناهی)
- نویسنده و کارگردان فیلم سینمائی "نامو" (۱۳۹۸)
- نویسنده و کارگردان فیلم سینمائی "بی پایان" (۱۴۰۰)

## عضو هیت داوری جشنواره‌های مختلف
- عضو هیت داوری جشنوارهٔ بین‌المللی STAR باکو آذربایجان (۲۰۱۰)

## سوابق مربوط به تدریس
- تدریس دروس تخصصی سینما در هنرستان میرک از سال ۱۳۸۴
- تدریس دروس تخصصی سینما در انجمن دانشجویان جوان (سال ۱۳۹۱)
- تدریس دروس تخصصی سینما در دانشگاه علمی-کاربردی تبریز از سال ۱۳۹۵

## جوایز سینمائی
- جایزه سوم فیلمنامه‌نویسی دومین جشنواره رویش (۸۵) (فیلمنامهٔ اعترافات)
- جایزه دوم فیلمنامه‌نویسی اولین جشنوارهٔ فیلمنامهٔ اقتباسی (۸۶- تبریز) (فیلمنامهٔ مهمان هر شب)
- جایزه بهترین فیلمنامه اقتباسی برای فیلمنامهٔ قبله گاه در سومین جشنوارهٔ نماز و نیایش (قم؛ ۱۳۸۸)
- جایزه بهترین فیلمنامه داستانی برای فیلم «یالقیز» از اولین جشنوارهٔ بین‌المللی آسا (تهران؛ ۱۳۸۸)
- جایزه بهترین فیلم برای فیلم کژمیر از پنجمین جشنوارهٔ بین‌المللی دانشجویان(۸۵) و استار (باکو ۲۰۰۸)
- جایزه بهترین فیلم برای «یالقیز» از سومین جشنواره ملی دانشجوئی (۱۳۸۷)
- جایزه دوم بهترین فیلم داستانی از ششمین جشنواره بین‌المللی دانشجویان (۱۳۸۹)
- جایزه بهترین کارگردانی برای فیلم «یالقیز» از سومین جشنواره بین‌المللی «رحمت»(۱۳۸۸)
- جایزه بهترین کارگردانی برای فیلم «کژمیر» از سومین جشنوارهٔ دانشجوئی استانی تبریز (۱۳۸۷)
- جایزه بهترین فیلمنامه داستانی برای فیلم "یول" از چهارمین جشنوارهٔ بین‌المللی فیلم "رحمت"- تبریز (۱۳۸۹)
- جایزه بهترین فیلم از اولین جشنواره فیلم کوتاه «تسنیم» – اصفهان برای فیلم «یول» (۱۳۸۹)
- جایزه بهترین فیلم از دومین جشنواره بین‌المللی حجاب و عفاف برای «آیرلیق» (۱۳۹۰)
- جایزه بهترین کارگردانی از دهمین همایش سیب- تبریز – برای فیلم (آیرلیق) (۱۳۹۰)
- جایزه سوم فیلم کوتاه از جشنواره بین‌المللی فیلم مقاومت برای فیلم آیرلیق (۱۳۹۱ - کرمان)
- جایزه بهترین فیلم نامه به صورت مشترک برای فیلم سه رخ (جشنواره کن ۲۰۱۸)
- انتخاب فیلم «دومان» برای بخش اصلی جشنواره فیلاگوس شیلی (۱۳۹۵)
- انتخاب فیلم «دومان» برای بخش اصلی جشنواره تورین ایتالیا (۱۳۹۵)
- انتخاب فیلم مرثیه گمشده برای بخش اصلی جشنواره صلح بولیوی (۱۳۹۶)
- انتخاب فیلم مرثیه گمشده برای بخش اصلی جشنواره بانکوک تایلند (۱۳۹۶)
- بهترین کارگردانی از جشنواره گوا هند برای فیلم "بی پایان"

## فعالیت‌های نمایشی
- کارگردانی نمایش‌های اجرا شدهٔ «شب به خیر پاپی» (۱۳۷۱ و نویسنده)؛ «آوازه خوان طاس» (۱۳۷۴- اوژن یونسکو)؛ «شاه می‌میرد» (۱۳۷۶، اوژن یونسکو)؛ «در پوست شیر» (۱۳۷۷- شون اوکیسی)، «بعد از ساعت ۴ عصر» (۱۳۷۸- و نویسنده)؛ «دیپلماسی انتقام» (۱۳۸۰- و نویسنده)؛ و «شب» (۱۳۸۴- و نویسنده)
- نویسندگی و کارگردانی تله تئاتر «آن سوی پل» برای صدا و سیما.
- نگارش نمایشنامه «سال کبیسهٔ عیسی» (چاپ انتشارات نمایش- ۱۳۸۸- اجرا در جشنواره تئاتر فجر همان سال)؛
- چاپ و نشر مجموعه نمایشنامهٔ «ترانه‌های تلخ تارا» (انتشارات کمانه ۱۳۸۸)؛
- چاپ نمایشنامه «آن سوی پل» (۱۳۹۶)
- داور و هیئت انتخابِ جشنواره‌های مختلف استانی تئاتر- چاپ و نشر نمایشنامه «آن سوی پل» (۱۳۹۶)

## جوایز در حوزهٔ نمایش
سه دورهٔ پیاپی برندهٔ جایزهٔ نمایشنامه‌نویسی اکبررادی برای نمایشنامه‌های دیپلماسی انتقام- شب- آن سوی پل(۸۴-۸۵-۸۶)
جایزهٔ اول نمایشنامه‌نویسی برای نمایشنامهٔ «شب» از اولین دورهٔ جشنواره نمایشنامه‌نویسی فرهنگستانِ هنر اصفهان (۱۳۸۳)
جایزهٔ اول نمایشنامه نویسی، کارگردانی و بازیگری برای نمایش «بعد از ساعت چهار عصر» در جشنوارهٔ کشوری سوره (۱۳۷۸- بوشهر)
جایزهٔ اول نمایشنامه‌نویسی و کارگردانی از جشنواره استانی تئاتر استان آذربایجان شرقی برای نمایش «دیپلماسی انتقام» (۱۳۸۰)
جایزهٔ دوم نمایشنامه‌نویسی ایثار(۸۷) برای نمایشنامهٔ «آن سوی پل»
جایزهٔ دوم نمایشنامه‌نویسی رضوی برای نمایشنامهٔ «زائر»(۸۶- قزوین)
جایزهٔ اول نمایشنامه‌نویسی تئاتر مقاومت برای نمایشنامه سال کبیسی عیسی (۱۳۹۲ - تهران)
و… `
فعالیت‌های ادبی؛
چاپ و نشر داستان کوتاه در نشریات مختلف استانی و کشوری. چاپ و نشر سه مجموعه داستانی به نام‌های «ناگهان اتفاق افتاد» (نشر قصه- ۱۳۸۴) و «تلفن قرمز زنگ می‌زند» (نشر کمانه- ۱۳۸۸و «نوزده پرچم» (از سری کتاب‌های سیمرغ انتشارات امیرکبیر)) و رمان «یاشماق» (نشر روزنه- ۱۳۹۳) کاندیدای جایزهٔ آل احمد برای بهترین رمان سال (رمان یاشماق) (۱۳۹۴) کاندیدای جایزه بهرام صادقی برای داستان «پیشانی سوراخ من» (۱۳۹۴) – جایزه سوم دومین جشنواره سراسری دریچه برای داستان «کنترل» (۱۳۹۶) جایزه بهترین داستان کوتاه جشنواره بانه برای داستان «پیشانی سواخ من» (۱۳۹۶)